# Polizei-Regiment Süd
Das Polizei-Regiment Süd war ein großer Verband der Ordnungspolizei (uniformierte Polizei) während des Zweiten Weltkriegs. Während des Unternehmens Barbarossa war der Verband der SS unterstellt und war im Hinterland der Heeresgruppe Süd in den vom Deutschen Reich besetzten Gebieten der Sowjetunion eingesetzt. Mitte 1942 wurden die Ordnungstruppen neu gegliedert und die vorher zum Regiment gehörenden Polizei-Bataillone anderen Verbänden zugeordnet. Gleichzeitig wurde der Verband in SS-Polizei-Regiment 10 umbenannt.
Durch die Zusammenarbeit mit den Einsatzgruppen und der 1. SS-Infanterie-Brigade war der Verband im Rahmen des deutschen Vernichtungskriegs im Osten an Massenmorden und grundsätzlich durch eigene Handlungen auch an großen organisierten Kriegsverbrechen und Verbrechen gegen die Menschlichkeit gegenüber der sowjetischen Zivilbevölkerung beteiligt. Der britische Geheimdienst erlangte bereits im Juli 1941 umfassende Kenntnis über die Operationen des Regiments, doch wurden die Erkenntnisse aus Gründen der britischen nationalen Sicherheit erst im Jahr 1993 öffentlich bekannt gegeben.

## Hintergrund und Aufstellung

### Ordnungspolizei
Die deutsche Ordnungspolizei (uniformierte Polizei) war ein zentrales Instrument des Sicherheitsapparats des nationalsozialistischen Deutschen Reichs. In der Vorkriegszeit arbeiteten Heinrich Himmler, der Chef der SS, und Kurt Daluege, Chef der Ordnungspolizei, zusammen, um die Polizei der Weimarer Republik in militarisierte Formationen umzuwandeln, die bereit waren, den Eroberungs- und Rassenvernichtungszielen des Regimes zu dienen. Polizeieinheiten nahmen an der Annexion Österreichs und der Besetzung der Tschechoslowakei teil. Die Polizeitruppen wurden in Vorbereitung auf den Angriff auf Polen in Formationen in Bataillonsstärke gegliedert. In Polen kamen die Einheiten dann bei Sicherungs- und Polizeioperationen zum Einsatz. Sie waren aber auch schon an Hinrichtungen und Massendeportationen beteiligt.
Für den Angriff auf die Sowjetunion im Jahr 1941 wurden dreiundzwanzig Bataillone der Ordnungspolizei bereitgestellt. Davon wurden 9 den Sicherungs-Divisionen der Wehrmacht zugeteilt und je drei Bataillone wurden für den Rückwärtigen Raum der jeweiligen Heeresgruppe vorgesehen. Von zwei weiteren Bataillonen war eines für den Einsatz gemeinsam mit den Einsatzgruppen der SS, die als Tötungskommandos zum Einsatz kommen sollten, und eines als Unterstützung für die Baukommandos der Organisation Todt vorgesehen. Insgesamt zwölf Bataillone wurden zu jeweils drei Bataillonen mit einer gemeinsamen Führung als Regimenter zusammengefasst. Hierdurch entstanden die Polizei-Regimenter Nord, Mitte, Süd und zur besonderen Verfügung.
Polizeieinheiten, die gemeinsam mit den Sicherungs-Divisionen der Wehrmacht und den Einsatzgruppen der SS zum Einsatz kamen, waren umfassend motorisiert worden. Die in den Regimentern zusammengefassten Verbände verfügten nur über eine Kraftfahrstaffel für Transportzwecke. Die Verbände der Ordnungspolizei sollten im Hinterland der Front für Sicherheit sorgen, indem versprengte Soldaten gefangen genommen und kleinere Widerstandgruppen bekämpft werden sollten. Sie hatten Kriegsgefangenenlager zu bewachen und Transport- und Kommunikationslinien sowie Industrieanlagen zu schützen. Entsprechend der Anweisung von Daluege gehörte jedoch auch der Kampf gegen kriminelle Elemente, insbesondere politische Gegner hinzu.

### Aufstellung
Das Polizei-Regiment Süd wurde im Juni 1941 als Rahmenverband für das Polizei-Bataillon 45, das Polizei-Bataillon 303 und das Polizei-Bataillon 314 aufgestellt. Kommandeur wurde Hermann Franz ein Berufspolizist, der zuvor mit der Ordnungspolizei im besetzten Polen im Einsatz gewesen war. Die Bataillone wurden von Berufspolizisten geführt, die tief von der Ideologie des Nationalsozialismus überzeugt waren und von Antisemitismus und Antibolschewismus angetrieben waren. Nachdem der Verband die deutsch-sowjetische Grenze hinter sich gelassen hatte unterstand die Einheit bei der Heeresgruppe Süd dem Höheren SS- und Polizei-Führer Friedrich Jeckeln.

## Einsatzgeschichte

### Frühe Tötungs-Operationen
Nach der Aufstellung, noch im besetzten Polen, half das Polizei-Bataillon 314 polnische Zivilisten für Zwangsarbeit unter deutscher Kontrolle zusammenzutreiben, die dann deportiert wurden.
In der besetzten Sowjetunion wurden die Einsätze des Regiments schnell zum Genozid. Noch im Juli 1941 begannen die Exekutionen von jüdischen Frauen und Kindern. Am 22. Juli tötete das Polizei-Bataillons 314 in einer Siedlung bei Kowel 214 Juden, auch ganze Familien. Das Polizei-Bataillon 45 ermordete die gesamte jüdische Bevölkerung von Schepetowka, während die Einheit vom 26. Juli bis zum 1. August in diesem Ort stationiert war. Die Befehle für diese Aktionen kamen vom Regiments-Kommandeur, der sich auf Befehle Heinrich Himmlers berief.
Während der Sommermonate des Jahres 1941 nahmen die Bataillone an gemeinsamen Aktionen mit der 1. SS-Infanterie-Brigade der Waffen-SS teil. Hierbei wurde unterstützt aber auch selbstständige Tötungsaktionen wurde durchgeführt. Der Bericht der Brigade vom 19. August 1941 an den Kommandostab Reichsführer-SS, aufgestellt für die Aktionen im besetzten Gebiet, vermerkte für das Polizei-Bataillon 314 die Exekutionen von 25 Juden und 16 Ukrainern. Im gleichen Bericht wird vermerkt, dass die Polizei-Bataillone 45 und 303 gemeinsam mit der SS-Brigade in der „Bandenbekämpfung“ eingesetzt waren.
Der Bericht des 22. August vermerkt, dass das Polizei-Bataillon 314 drei „Partisanen-Frauen“, 19 „Banditen“ und 537 Juden erschossen hatte. Schon der Bericht des 21. August hatte die Tötung von 367 Juden in einer „Säuberungsaktion“ zur Sicherung der deutschen Nachschubwege vermerkt, während am 22. August vermerkt wurde, dass die Einheit 28 Ukrainer unter dem Vorwurf der Brandstiftung exekutiert hatte. In der letzten Woche des August wurden weitere 294 Juden ermordet.

### Eskalation der Gewalt
Im August 1941 ermordete das Regiment Juden in Slawuta, Kowel und anderen Gebieten. Öfters wurden hunderte Opfer durch die Bataillone an einem Tag getötet. Am 25. August wurden durch die Einheit 1.153 Juden und am 27. August 914 Juden ermordet.
Im September 1941 war das Polizei-Bataillon 45 an der Ermordung von Juden in Berdichew beteiligt, indem es die Exekutionsstätte absperrte und Opfer zu den Gräben führte, wo diese von Angehörigen der Stabskompanie des Höheren SS- und Polizeiführer Jeckeln hingerichtet wurden. Etwa 16.000 Juden wurden getötet.
Ende September 1941 unterstützte das Polizei-Bataillon 45 das Einsatzkommando 6 bei der Ermordung von ca. 10.000 Juden in Winnitsa.
Während des Massaker von Babi Yar vom 29. auf den 30. September 1941, riegelten Angehörige des Polizei-Bataillon 45 das Gelände ab, während das Sonderkommando 4a und ein Zug der Waffen-SS die Erschießungen durchführten. Auch das Polizei-Bataillon 303 war bei dieser Aktion eingesetzt.

### Weitere Einsatzgeschichte
Die Tötungs-Einsätze der „Einsatzgruppen“ und des Polizei-Regiment Süd nahmen ab, umsoweiter die Wehrmacht ostwärts vorstieß, da viele Juden in den Osten entkamen und allgemein die Dichte der jüdischen Vorkriegsbevölkerung weiter im Osten der Ukraine geringer war. Allerdings hörten die Mordoperationen nicht auf und weiter blieben Juden, Kommunisten und „verdächtige Elemente“ das Ziel der Operationen.
Im Juli 1942 wurde der Verband in Polizei-Regiment 10 umbenannt.

## Entschlüsselungen durch den britischen Geheimdienst
Während des Einsatz der Einsatzgruppen und der 1. SS-Brigade weiterging, wurden die per Funk übertragenen Berichte der Tötungseinheiten vom britischen Geheimdienst MI6 abgefangen und entschlüsselt. Die Codeknacker im Bletchley Park hatten es als Teil des Projekts ULTRA zur Entschlüsselung gegnerischen Funkverkehrs, geschafft die Nachrichten zu entschlüsseln
Der Leiter des MI6 leitete die entschlüsselten Nachrichten direkt an den britischen Premierminister Winston Churchill weiter. Die erste entschlüsselte Nachricht war die vom 18. Juli mit dem Bericht über die Massenmorde im rückwärtigen Raum der Heeresgruppe Mitte, bei denen 1.100 Juden in Slonim umgebracht worden waren. Ende Juli und Anfang August 1941, wurden immer wieder vergleichbare Berichte abgefangen. Die erste Nachricht mit Bezug auf die Heeresgruppe Süd war eine Meldung vom 23. August 1941 über die Exekution von 367 Juden südöstlich von Kiew durch das Polizei-Bataillon 314.
Offenbar entsetzt über das Ausmaß der Gräueltaten, hielt Churchill am 24. August eine Radiorede, in der er erklärte: 
Ganze Landkreise werden entvölkert (...) Zu Zehntausenden exekutieren deutsche Polizisten die sowjetischen Patrioten, die ihre Heimat verteidigen. Seit der Invasion der Mongolen in Europa hat es nie wieder ein derart methodisches und gnadenloses Gemetzel in einem solchen Ausmaß oder auch nur annähernd so schlimm gegeben. Wir haben es mit einem unvergleichbaren Verbrechen zu tun.
Vom 27. August 1941 an lieferte Bletchley Park täglich eigens vorbereitete, geheime Berichte über die Aktivitäten der deutschen Polizeitruppen. Der britische Geheimdienst hatte demnach zu diesem Zeitpunkt bereits detaillierte Informationen über die Aktionen im Hinterland der Heeresgruppen Süd und Mitte. Am 12. September wurde die Verschlüsselung der deutschen Polizeiverbände geändert und am nächsten Tag wurde alle SS-Offiziere angewiesen, keine Meldungen mehr über Funk zu übertragen.

## Vermächtnis
Die Ordnungspolizei als Ganzes war von den Alliierten im Gegensatz zur SS nicht zur verbrecherischen Organisation erklärt worden, und ihre Mitglieder konnten sich weitgehend unbehelligt wieder in die deutsche Gesellschaft integrieren, viele kehrten in den Polizeidienst in Österreich und Westdeutschland zurück. Angehörige des Polizei-Bataillon 314 wurden nach dem Krieg von den österreichischen Behörden vernommen, wobei mindestens zwei die Beteiligung des Verbands an Massenmorden an Juden einräumten. Ein ehemaliger Angehöriger bestätigte, dass die Tötungsmethode von Handfeuerwaffen und Karabinern auf Maschinenwaffen geändert wurde, da ersteres als zu „mühsam“ angesehen wurde.
Das britische ULTRA-Programm blieb aus Gründen der nationalen Sicherheit Großbritanniens nach dem Ende des Zweiten Weltkriegs geheim und die Erkenntnisse aus der Decodierung zu den Aktivitäten der deutschen Sicherheits- und Polizeitruppen während des Krieges wurden nicht an die Verbündeten weitergeben. Infolgedessen wurde diese Erkenntnisse bei den Nürnberger Prozessen zu deutschen Kriegsverbrechen und Verbrechen gegen die Menschlichkeit nicht verwendet. Erst 1993 wurden die Protokolle veröffentlicht.

## Weitere Literatur
- Phillip W. Blood: Hitler's Bandit Hunters: The SS and the Nazi Occupation of Europe, Potomac Books, 2006, ISBN 978-1-59797-021-1
- Geoffrey P. Megargee: Encyclopedia of Camps and Ghettos, 1933–1945 Volume II, Indiana University Press, Bloomington, 2009, ISBN 978-0-253-35328-3
- Joseph E. Persico: Roosevelt's Secret War: FDR and World War II Espionage, Random House, 2002, ISBN 0-3757-6126-8